# Francesc Cañadas Gozalbo
Francesc Cañadas i Gozalbo (Barcelona, 17 de maig de 1889 - Barcelona, desembre de 1948), poeta, periodista i assagista català.

## Biografia
Va néixer al carrer dels Templers de Barcelona, fill de Francesc Cañadas Casas, natural d'Almeria, i de Dionísia Gozalbo i Sarrió, natural de Castelló de la Plana. Va ser inscrit amb els noms de Francesc, Joan i Josep.
En els seus orígens milità en el camp de l'anarquisme, afiliat a la CNT. Col·laborà en el setmanari d'adscripció socialista "Justícia Social" a partir de 1924, i a “La Campana de Gràcia“ i “La Humanitat”, Dirigí “Ilustración Ibérica” (1925). L'octubre de 1933, després del segon congrés d'Esquerra Republicana de Catalunya, ingressà en aquesta formació, esdevenint un dels més notables representants del corrent obrerista, mitjançant la seva presència en el consell de redacció del setmanari "Mall" i a la revista mensual "Guerra a la guerra". Fou secretari general de la Conselleria de Treball de la Generalitat (1933-34). El 1935 es va fer càrrec de la direcció del "Diario de Comercio". Va ser empresonat pels franquistes entre 1939 i 1946. Fou empresonat del 1939 al 1946.
Es va casar amb Teresa Vilallonga i Martí.

## Assagista
Cañasa va ser el protagonista d'un important esforç de síntesi de l'economia marxista, amb les seves obres de divulgació escrites els anys 1931 i 1931, i amb la traducció de les obres d'Emile Durkheim El socialismo: su definición, sus orígenes, La doctrina saint-simoniana (1932) i d'Emile Lenoir Cómo se implantará el comunismo (1933).

## Obra literària
Publicà diversos llibres de poemes: El camí invisible (1928), L'atzar i el ritme (1934) i Analecta (1937). Va traduir diverses obres de Gorki i Dostoievski al castellà per a la Librería Maucci de Barcelona.